# Área metropolitana de Stockton
El Área Estadística Metropolitana de Stockton, CA MSA como la denomina oficialmente la Oficina de Administración y Presupuesto, es un Área Estadística Metropolitana que solo abarca el condado de San Joaquín, en el estado estadounidense de California. El área metropolitana tiene una población de 685.306 habitantes  según el Censo de 2010, convirtiéndola en la 77.º área metropolitana más poblada de los Estados Unidos.

## Principales comunidades del área metropolitana
Ciudades principales
- Stockton

Otras comunidades importantes
- Escalon
- Lathrop
- Lodi
- Manteca
- Ripon
- Tracy